# سالي كرويشانك
سالي كرويشانك (بالإنجليزية: Sally Cruikshank)‏ هي رسامة رسوم متحركة أمريكية، ولدت في 1 يونيو 1949 في Chatham, New Jersey ‏ في الولايات المتحدة.

## وصلات خارجية
- سالي كرويشانك على موقع IMDb (الإنجليزية)
- سالي كرويشانك على موقع قاعدة بيانات الفيلم (الإنجليزية)